# Klaus Spremann
Klaus Spremann (* 4. April 1947 in Mittweida) ist ein deutsch-schweizerischer Wirtschaftswissenschaftler. Er ist Professor emeritus der Universität St. Gallen (HSG) und war akademischer Direktor eines Forschungsinstituts in Singapur. Seine Arbeitsgebiete sind Investitionen, Finanzmärkte, Risiko und Wealth Management.

## Wissenschaftliches Leben
Nach dem Abitur am Chiemgau-Gymnasium Traunstein studierte Klaus Spremann Mathematik und Informatik an der Technischen Universität München (TUM), wo er wissenschaftlicher Mitarbeiter und Lektor für Mathematik wurde. Danach wechselte er an die wirtschaftswissenschaftliche Fakultät der Universität Karlsruhe (KIT). Seine akademischen Lehrer sind Wolfgang Eichhorn, Peter Gessner und Martin J. Beckmann.
Akademische Grade: Diplom-Mathematiker 1972 (TUM). Dr. rer. nat. 1973 (TUM). Habilitation 1975 (KIT). Professor 1978 (Baden-Württemberg). Dr. rer. pol. honoris causa, Fakultät für Mathematik und Wirtschaftswissenschaften der Universität Ulm 2008. Nach einer Lehrstuhlvertretung und einer Dozentur am KIT hatte Spremann drei Lehrstühle inne, für Wirtschaftswissenschaften an der Universität Ulm (1978–1990), für Betriebswirtschaftslehre an der Universität St. Gallen (1990–2012), für International Finance an der University of Hong Kong (1993–1994). Er diente als Honorarprofessor der University of Hong Kong (1995–2000), als Gastprofessor der UBC in Vancouver (1982), der National Tawan University (1987), der Karl-Franzens-Universität Innsbruck (2004). Weitere Lehrtätigkeiten: Singapore Management University, Shanghai Jao Tong University, WU Wien, Universität Liechtenstein, Europa-Universität Viadrina, University of Graz, Universität Airlangga.

## Werk
Publikationen behandeln Investition und Finanzierung, Unternehmensbewertung, Portfoliomanagement. In der Entscheidungstheorie geht auf
Spremann das LEN-Modell der Prinzipal-Agenten-Beziehung zurück (unabhängig und 1987 zeitgleich zu Bengt Holmstrom und Paul Milgrom). Ebenso Beachtung gefunden haben die Dekomposition intergenerationaler Verträge (1984), die Implikationen konstanter Risikoaversion (gemeinsam mit Günter Bamberg 1981), sowie frühe Arbeiten zur Anwendung der Dynamischen Optimierung.
Unter seinen Büchern sind am bekanntesten: 1. „Wirtschaft und Finanzen“ (6. Aufl. 2013), 2. „Finanzmärkte“, gemeinsam mit Pascal Gantenbein (2. Aufl. 2013), 3. „Unternehmerisches Denken zwischen Strategie und Finanzen“, gemeinsam mit Burkhard Schwenker (2008).
An der Universität Ulm war Klaus Spremann, zusammen mit Wolfgang B. Jurkat, am Aufbau des Studiengangs Wirtschaftsmathematik beteiligt und einige Jahre der Senatsbeauftragte für das Studium Generale. An der Universität St. Gallen (HSG) war er 2008–2012 der Beauftragte für das Austauschprogramm zwischen HSG und SMU sowie Gründungsdirektor (2011–2012) der Einrichtung der HSG in Singapur. Ebenso Dienst für die Öffentlichkeit ist die ehrenamtliche Expertenfunktion für die Scuola Cantonale di Commercio di Bellinzona.
Verschiedene praktische Projekte, darunter: Kapitalkosten (Daimler-Benz), Aufbau einer Prozesskostenrechnung (St. Galler Kantonalbank), Finanzverfassung für eine Bankengruppe (Raiffeisen), ökonometrische Studie zum Zahlungsverkehr (Schweizerische Bankiervereinigung), marktgerechter Kapitalertrag (Bundesamt für Kommunikation), Risk Ruler (UBS) sowie Themen im Wealth Management.